# Felicity Ace
Le Felicity Ace est un cargo porte-conteneurs-roulier panamaméen appartenant à la compagnie Mitsui O.S.K. Lines. Mis en service en 2005, il subit un important incendie en février 2022 dans l'océan Atlantique avant son naufrage au large des Açores le 1er mars 2022.

## Naufrage
Le navire reliait l'Allemagne aux États-Unis, il contenait notamment des véhicules de luxe (par exemple Audi, Bentley, Lamborghini et Porsche), l'incendie est déclaré le 16 février 2022 et se serait déclenché sur des batteries lithium-ion présentes sur les véhicules. Les 22 membres d'équipage sont évacués du navire sains et saufs, la procédure de remorquage débute le 24 février, cependant le navire subît une gîte et coule le 1er mars 2022, il repose à environ 3 000 m de profondeur.